# Insatiable
Insatiable – amerykański serial (komediodramat, czarna komedia)  wyprodukowany przez Lady Magic Productions, Storied Media Group, Ryan Seacrest Productions oraz CBS Television Studios, który jest adaptacją  artykułu „The Pageant King of Alabama” autorstwa  Jeffa Chu.
Wszystkie 12 odcinków pierwszej serii zostało udostępnionych 10 sierpnia 2018 na platformie Netflix. W lutym 2020 Netflix ogłosił zakończenie serialu.

## Fabuła
Serial opowiada historię Patty, która kiedyś była otyła i szykanowana w szkole, a teraz jest piękną szczupłą dziewczyną. Postanawia się zemścić na swoich oprawcach. Patty trafia pod skrzydła Roberta (Boba) Armstronga, prawnika, który pomaga jej w konkursach piękności.

## Obsada

### Obsada główna
- Dallas Roberts jako Robert „Bob” Armstrong Jr.[2]
- Debby Ryan jako Patricia „Patty” Bladell[3]
- Christopher Gorham jako Robert „Bob” Barnard[4]
- Sarah Colonna jako Angie Bladell[2]
- Erinn Westbrook jako Magnolia Barnard[5]
- Kimmy Shields jako Nonnie Thompson[6]
- Michael Provost jako Brick Armstrong[5]
- Irene Choi jako Dixie Sinclair[7]
- Alyssa Milano jako Coralee Huggens-Armstrong[8]

### Obsada drugoplanowa
- Arden Myrin jako Regina Sinclair
- Daniel Kang jako Donald Choi
- Jordan Gelber jako szeryf Hank Thompson[9]
- James Lastovic jako Christian Keene[9]
- Christine Taylor jako Gail Keene
- Michael Ian Black jako Pastor Mike Keene
- Ashley D. Kelley jako Deborah „Dee” Marshall

### Gościnne występy
- Carly Hughes jako Etta Mae Barnard
- Brett Rice jako Robert Armstrong I
- Chloe Bridges jako Roxy Buckley
- Beverly D’Angelo jako Stella Rose Buckley
- Jon Lovitz jako Father Schwartz
- Kurt Yue jako Herman Choi
- Michael Perez jako Jon
- Drew Scheid jako Gary
- Lynne Ashe jako Dyrektorka Estelle Martin
- Ariana Guerra jako Alicia

## Odcinki
| Sezon | Odcinki | Oryginalna emisja Netflix | Oryginalna emisja Netflix | Emisja w Polsce Netflix Polska | Emisja w Polsce Netflix Polska | Emisja w Polsce Netflix Polska |
| Sezon | Odcinki | Premiera sezonu           | Finał sezonu              | Premiera sezonu                | Finał sezonu                   |                                |
| ----- | ------- | ------------------------- | ------------------------- | ------------------------------ | ------------------------------ | ------------------------------ |
| 1     | 12      | 10 sierpnia 2018          | 10 sierpnia 2018          | 10 sierpnia 2018               | 10 sierpnia 2018               |                                |
| 2     | 10      | 11 października 2019      | 11 października 2019      | 11 października 2019           | 11 października 2019           |                                |

## Sezon 1 (2018)
| Nr | Tytuł                  | Reżyseria       | Scenariusz                     |
| -- | ---------------------- | --------------- | ------------------------------ |
| 1  | Pilot                  | Andrew Fleming  | Lauren Gussis                  |
| 2  | Skinny Is Magic        | Andrew Fleming  | Lauren Gussis, Jace Richdale   |
| 3  | Miss Bareback Buckaroo | Andrew Fleming  | Kari Drake, Craig Chester      |
| 4  | WMBS                   | Maggie Kiley    | Danielle Hoover, David Monahan |
| 5  | Bikinis and Bitches    | Andrew Fleming  | Lauren Gussis, Andrew Green    |
| 6  | Dunk 'N' Donut         | Brian Dannelly  | Kari Drake, Jace Richdale      |
| 7  | Miss Magic Jesus       | Lev L. Spiro    | Danielle Hoover, David Monahan |
| 8  | Wieners and Losers     | Andrew Fleming  | Lauren Gussis, Jenina Kibuka   |
| 9  | Bad Kitty              | Steven Tsuchida | Jace Richdale                  |
| 10 | Banana Heart Banana    | Elodie Keene    | Tim Schlattmann                |
| 11 | Winners Win. Period.   | Lev L. Spiro    | Lauren Gussis, Michael Ellis   |
| 12 | Why Bad Things Happen  | Andrew Fleming  | Lauren Gussis, Jace Richdale   |

## Produkcja
Pod koniec stycznia 2017 roku, stacja The CW zamówiła pilotowy odcinek serialu. W kolejnym miesiącu do obsady dołączyli: Debby Ryan, Michael Provost i  Erinn Westbrook. W marcu tego samego roku poinformowano, że Sarah Colonna, Dallas Roberts, Kimmy Shields, Christopher Gorham, Alyssa Milano oraz Irene Choi zagrają w serialu.
W czerwcu 2017 ogłoszono, że Netflix przejął serial od stacji The CW.
W listopadzie 2017 poinformowano, że James Lastovic i Jordan Gelber otrzymali role powracające.
W połowie września 2018 Netflix ogłosił, że powstanie drugi sezon.